# 5 фигур
5 фигур (пол. 5 Figur) – название скульптурной композиции, которая находится в Познани, Польша. Скульптуры располагаются на территории розария в Императорском замке. 

## История
Автором скульптур является польская художница Магдалена Абаканович. Скульптуры были открыты на территории Императорского дворца в 2007 году и представляют собой антропоморфные формы без голов и повторяют другую скульптурную группу Магдалены Абаканович под названием «Неопознанные», которая находится в Крепости Виняры. 
Каждая фигура высотой 185 сантиметров весит около 600 килограмм.
В непосредственной близости от скульптур располагается памятник Катыни и альгамбра, где находится фонтан со львами. 